# Bitwa pod Gdowem

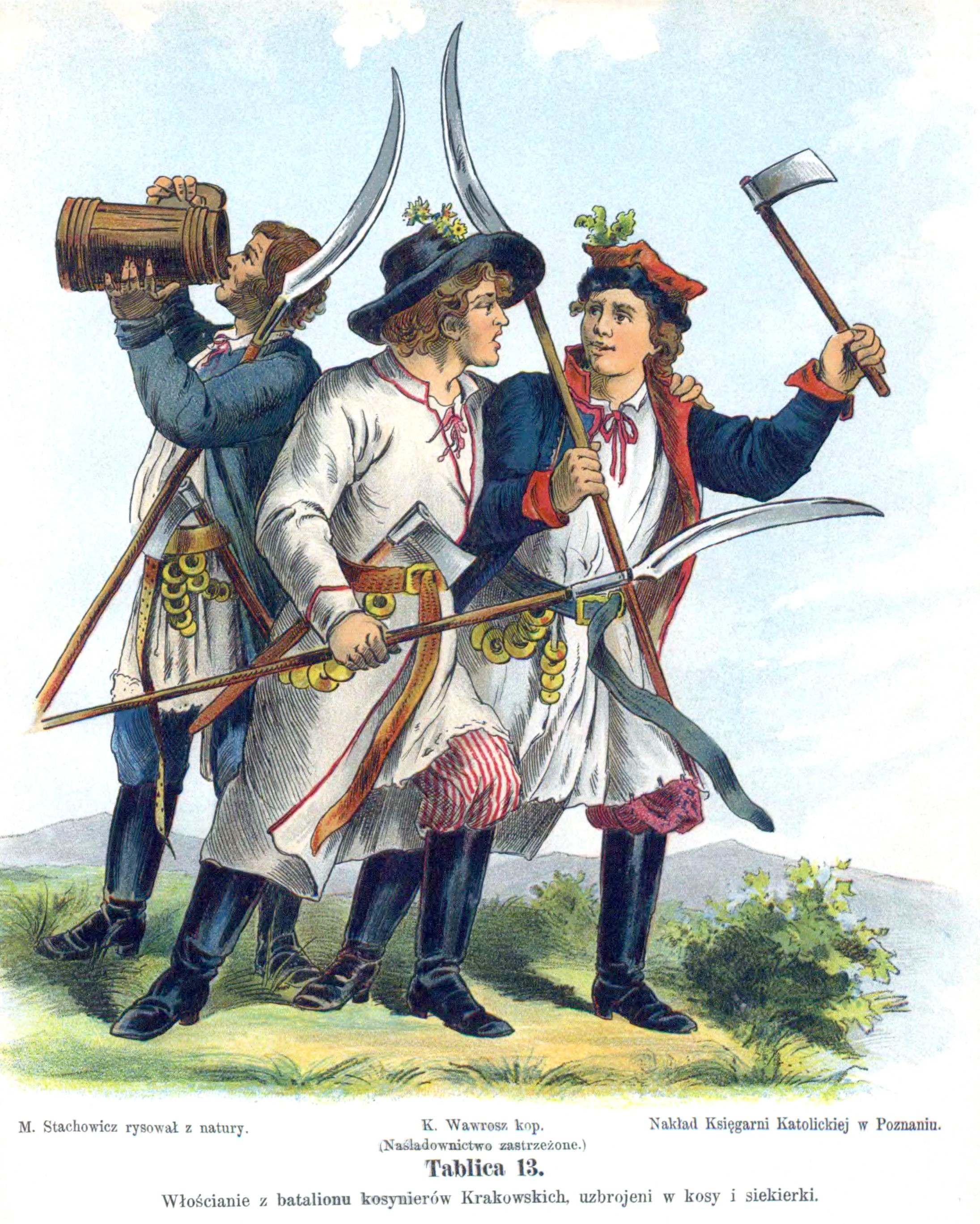
Kosynierzy krakowscy, rys. Michał Stachowicz

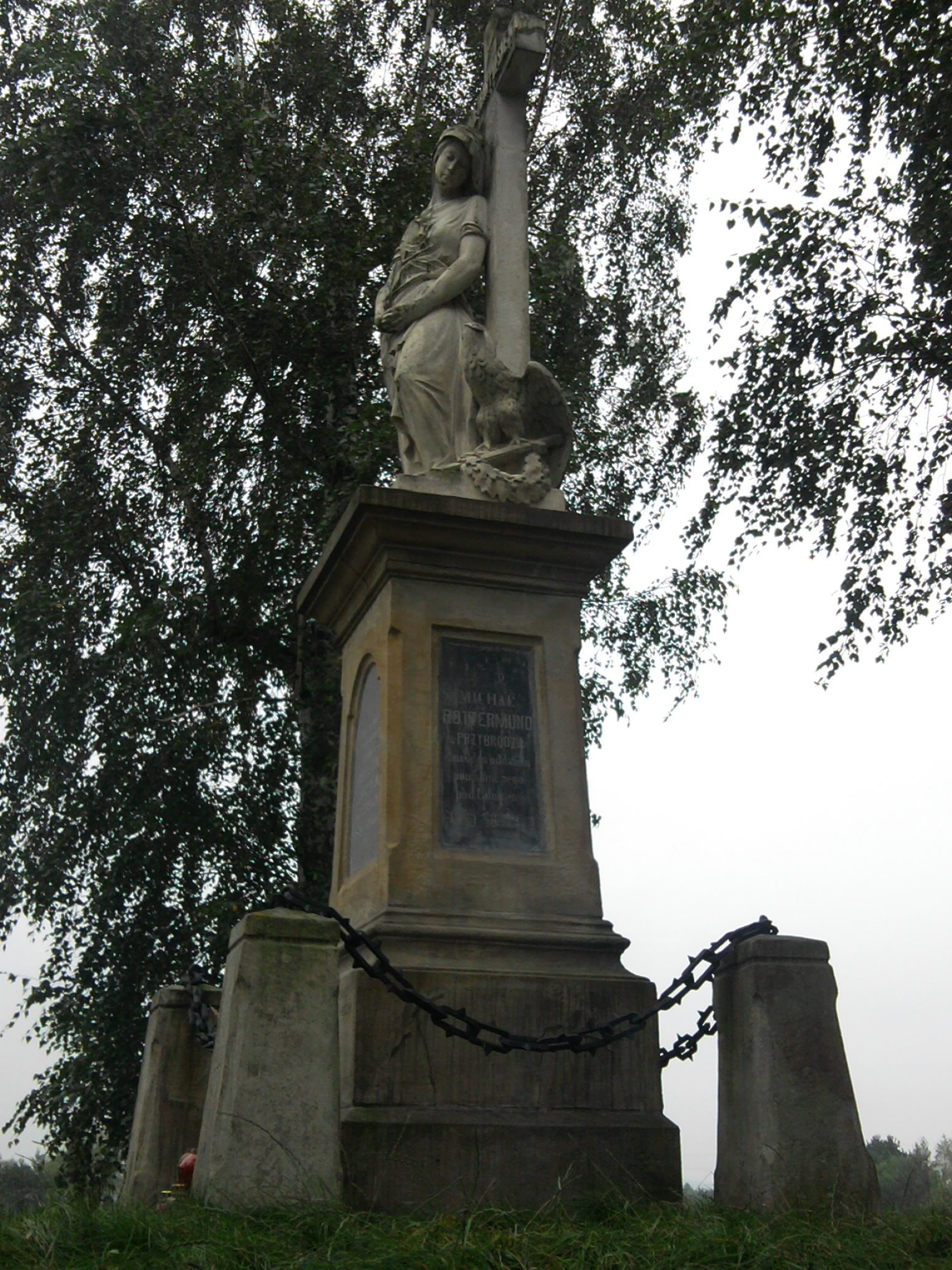
Pomnik kobiety ("Matka Ojczyzna") i orła ("Powstaniec "Krakowski") autorstwa Wojciecha Samka na kopcu powstańców w Gdowie

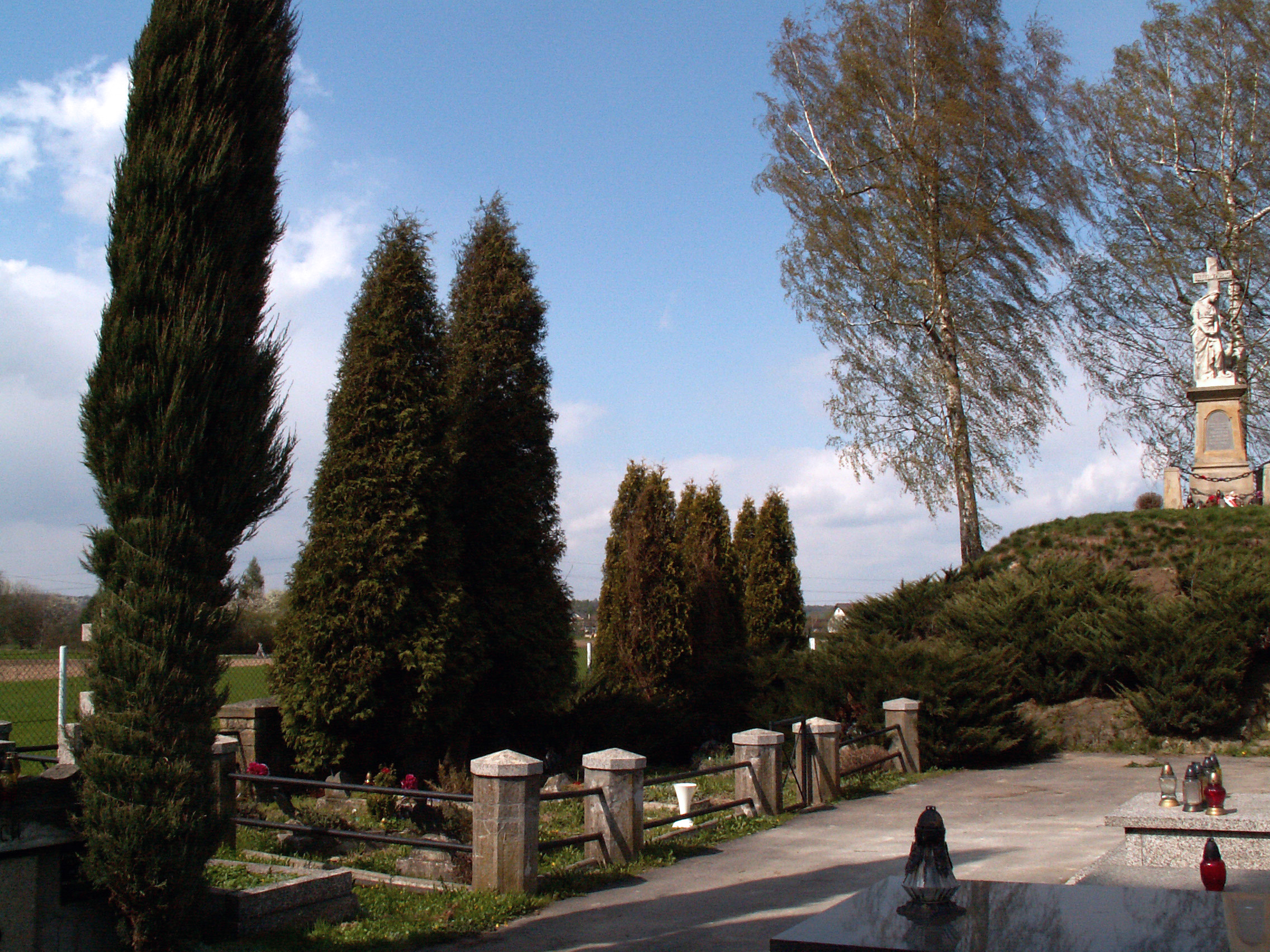
Cmentarz wojenny nr 375 – Gdów
Po prawej: kopiec powstańców krakowskich usypany w 1906

Bitwa pod Gdowem – starcie zbrojne mające miejsce 26 lutego 1846 roku w rejonie Gdowa w czasie powstania krakowskiego, zakończone klęską oddziałów powstańczych (szlachta i chłopi-kosynierzy) w walce z oddziałami armii austriackiej wspieranymi przez chłopów-ochotników.

## Geneza
Po opanowaniu Krakowa przez powstańców, wojsko austriackie, oraz austriaccy urzędnicy opuścili Wieliczkę. Trwały w tym czasie mordy dokonywane w ramach rabacji chłopskiej. Mieszkańcy Wieliczki w obawie o swoje bezpieczeństwo wysłali delegację do Krakowa z prośbą o wsparcie i ochronę przed zbuntowanym chłopstwem. Zorganizowano więc w Krakowie naprędce oddział składający się z przypadkowych ochotników, którzy wyrazili chęć wzięcia udziału w wyprawie. Zebrało się około 100 ludzi piechoty i 80 krakusów pod dowództwem Jakuba Suchorzewskiego, który był świeżo mianowanym pułkownikiem powstańczym. W potyczce uczestniczył Ludwik Mazaraki, jeden z organizatorów powstania.
Nocą z 24 na 25 lutego 1846  powstańcy zajęli Wieliczkę.  Przejęli przy tym kasę salinarną w wysokości około 120 tys. złotych reńskich. Z tej kwoty na potrzeby wojska Suchorzewski wziął 9000 złr. Natomiast 100 tys. złr. odesłano do Krakowa.  Rozpoczęto też werbunek ochotników. Uzbrajano ich w osadzane na sztorc kosy i naprędce wyrabiane lance. Ze stajni salinarnych i prywatnych zabrano konie pod nowych krakusów.
Do powstańców doszły plotki, że w Bochni wśród Austriaków panuje paniczny strach z powodu rewolucji w Krakowie, dodatkowo powiększony przez zbiegów z Wieliczki. Suchorzewski myśląc, że Bochnię zajmie równie łatwo jak Wieliczkę postanowił opanować ją jak najszybciej. Oddział wzmocniony o świeżych ochotników liczący 350-380 powstańców wyruszył 25 lutego o godzinie 5 po południu. Zatrzymali się na noc w Łazanach. W nocy kilku ochotników zdezerterowało.

## Tuż przed bitwą
26 lutego z rana zabębniono na pobudkę i oddział ruszył w dalszą drogę w kierunku Gdowa. Przechodzili oni przez tereny gdzie już na dużą skalę swoje zbrodnie dokonywało zbuntowane chłopstwo. Suchorzewski wysłał do Gdowa przednie plutony jazdy. Znajdowało się tam wtedy sporo zbuntowanego chłopstwa i sześciu austriackich szwoleżerów, z których dwóch udało się schwytać. Zbuntowani chłopi natomiast rozbiegli się i uciekli za most na Rabie. Po czym most ten zabarykadowali wozami i drewnem.
O 9 rano do Gdowa dotarły główne siły powstańcze. Wysłano patrole krakusów, aby obserwowały most i pobliskie drogi. Reszta powstańców natomiast rozgościła się w karczmie i pobliskich zabudowaniach. Duża część powstańców włóczyła się po wsi w poszukiwaniu żywności.
Dwór w Gdowie był już w tym czasie zrabowany i zniszczony przez zbuntowanych chłopów. Suchorzewski pojechał więc ze swym szefem sztabu Milszewskim i kilku oficerami na folwark Zagaje na śniadanie i dla narady co dalej robić. Wzięci do niewoli Austriacy zeznali bowiem, że podpułkownik Ludwig von Benedek z całym garnizonem bocheńskim zamierzał wyjść rano do Gdowa i za chwilę może być tutaj spodziewany. Plotki o możliwości łatwego zdobycia Bochni okazały się fałszywe.

## Bitwa
Dowódca austriacki Benedek, wziął ze sobą 495 żołnierzy piechoty i 172 jezdnych i z nimi wyruszył w kierunku Gdowa. W czasie przemarszu do wojsk austriackich przyłączało się zbuntowane chłopstwo głównie z wsi  Marszowic, Nieznanowic i Pierzchowca (późn. Pierzchowa). Benedek obawiał się, że pijane chłopstwo może mu przeszkadzać w działaniach wojennych. Wysłał więc cały tłum wiejski z dodaniem plutonu piechoty i 10 szwoleżerami w pola na swoje prawe skrzydło, dla obejścia Gdowa i zaczepienia lewej flanki powstańców. Całą piechotę, poprzedzoną tyralierami wysłał gościńcem dla zajęcia wsi. Szwoleżerzy austriaccy zostali z tyłu.
Piechota austriacka ujrzawszy krakusów na czatach poczęła do nich strzelać. To tak strwożyło powstańców, że zaczęli oni w popłochu uciekać do Gdowa. Odgłos wystrzałów sprawił, że krakusi opuścili karczmę i wsiedli na koń. Brak było jednak dowódców, którzy by nimi pokierowali. Wszczął się w Gdowie popłoch tak, że wszyscy zaczęli uciekać. Panika osiągnęła taki poziom, że na gościńcu był taki ścisk, że krakusi spadali z koni i spychali się wzajemnie do przydrożnych rowów. To jednak głównie krakusom udało się uniknąć pogromu.
Piechota austriacka weszła do wsi i dała dwie salwy do powstańców. Strzelcy powstańczy oddali tylko około 30 chybionych strzałów, po czym zaczęli rzucać broń i uciekać w pole, lub chować się po strychach, piwnicach i dołach. Austriacki manewr oskrzydlający się powiódł i odciął powstańczej piechocie drogę ucieczki. Kosynierzy nie mając gdzie uciekać zbili się w kupę pod murem cmentarza. Tam zostali obskoczeni ze wszystkich stron przez kilkuset zbuntowanych chłopów. Powstańcy widząc beznadziejność sytuacji rzucili na ziemię kosy i na kolanach błagali o litość. Zbuntowane chłopstwo rzuciło się na bezbronnych i wymordowało ich. Następnie zaczęto przeczesywać wieś w poszukiwaniu ukrywających się powstańców. W końcu żołnierze austriaccy sami zaczęli bronić schwytanych powstańców przed zbuntowanymi chłopami i dzięki temu część z nich ocalała.
Zamordowanych 154 powstańców pochowano w trzech dołach pod murem cmentarza. Do niewoli wzięto 59 powstańców, z których część później zmarła wskutek odniesionych ran. Według relacji Benedeka i kilku ocalonych powstańców część oficerów i żołnierzy austriackich broniła powstańców przed zbuntowanym chłopstwem i tylko dzięki temu przeżyli. Choć później w niewoli nie obchodzono się z nimi najlepiej.
Benedek w oficjalnym sprawozdaniu meldował później, że po stronie wojska austriackiego nie było żadnego zabitego, ani rannego. Jedynie dwóch szwoleżerów na krótki czas trafiło do polskiej niewoli. Raportował też o tym, że jeden koń oficera sztabowego został ranny w kolano.
Niedługo później Austriacy bez przeszkód zajęli Wieliczkę.
Suchorzewski podczas starcia nie pojawił się na placu boju, tylko uciekł z kasą powstańczą. Został później rozpoznany w Paryżu. Polska emigracja zażądała wtedy od niego rozliczenia się z pieniędzy. Część z nich zwrócił.